# Viervlekbrandnetelsnuitkever
De viervlekbrandnetelsnuitkever (Nedyus quadrimaculatus) is een keversoort behorend tot de familie Curculionidae.

## Kenmerken
De kevers zijn 2,6 tot 3,2 mm lang. Ze hebben een afgeronde vorm en zijn aan de bovenzijde zwart. De voelsprieten, tibiae en tarsi zijn roestrood, de buikzijde is wit geschubd Er zijn talloze lichtgekleurde schubben op de dekschilden, die de kevers een individueel patroon geven. Er is meestal een lichtpuntje op halve lengte zijdelings, aan de basis op halve breedte, en een lichtpuntje bij de dekschildennaad nabij de basis. In het achterste derde deel is een lichte dwarsband vaak onduidelijk herkenbaar.

## Verspreiding
De soort komt bijna overal in Europa voor. In het zuiden strekt het voorkomen zich uit tot Noord-Afrika, in het oosten tot het Midden-Oosten, tot Siberië en Centraal-Azië. In Midden-Europa is hij een van de meest voorkomende soorten snuitkevers. Het wordt gevonden in de Alpen tot aan het subalpiene niveau.

## Levenswijze
De kevers worden waargenomen van april tot september. De waardplant van de keversoort is de brandnetel (Urtica diocia). De volwassen kevers voeden zich met de bladeren en bloemen van de waardplanten. De vrouwtjes leggen hun eieren op hun wortels. De uitgekomen larven voeden zich met de wortels en verpoppen zich vanaf juli in de grond. De imago's van de nieuwe generatie verschijnen in juli en augustus en overwinteren later in de grond.